# Lodowiec Zalewskiego
Lodowiec Zalewskiego (ang. Zalewski Glacier) - lodowiec na Wyspie Króla Jerzego, między szczytem Belweder a grzbietem Cytadela. Odchodzi od Kopuły Warszawy, schodząc ku zatoce Goulden Cove (część fiordu Ezcurra w Zatoce Admiralicji). Nazwę nadała polska ekspedycja naukowa na cześć Seweryna Macieja Zalewskiego - uczestnika i kierownika kilku wypraw naukowych na Spitsbergen i do Antarktyki. 